# لاسووکی
لاسووکی (به لاتین: Lasówki) یک روستا در لهستان است که در گمینا گروجیسک ویلکوپولسکی واقع شده‌است. لاسووکی ۱۶۰ نفر جمعیت دارد.